# Мелланби, Скотт
Скотт Мелланби (англ. Scott Mellanby; 11 июня 1966, Монреаль, Квебек) — профессиональный канадский хоккеист. Амплуа — крайний нападающий.
На драфте НХЛ 1984 года выбран во 2 раунде под общим 27 номером командой «Филадельфия Флайерз». 30 мая 1991 года обменян в «Эдмонтон Ойлерз». 24 июня 1993 года выбран на драфте расширения командой «Флорида Пантерз». 9 февраля 2001 года обменян в «Сент-Луис Блюз». 26 июля 2004 года как неограниченно свободный агент подписал контракт с «Атлантой Трэшерз». После окончания сезона 2006—2007 завершил игровую карьеру.

## Награды
- Серебряный призёр Молодёжного чемпионата мира в 1986 году
- Участник матча «Всех звёзд» НХЛ (1 раз)

## Статистика
```
                                            --- Regular Season ---  ---- Playoffs ----
Season   Team                        Lge    GP    G    A  Pts  PIM  GP   G   A Pts PIM
--------------------------------------------------------------------------------------
1984-85  U. of Wisconsin             NCAA   40   14   24   38   60
1985-86  U. of Wisconsin             NCAA   32   21   23   44   89
1985-86  Philadelphia Flyers         NHL     2    0    0    0    0  --  --  --  --  --
1986-87  Philadelphia Flyers         NHL    71   11   21   32   94  24   5   5  10  46
1987-88  Philadelphia Flyers         NHL    75   25   26   51  185   7   0   1   1  16
1988-89  Philadelphia Flyers         NHL    76   21   29   50  183  19   4   5   9  28
1989-90  Philadelphia Flyers         NHL    57    6   17   23   77  --  --  --  --  --
1990-91  Philadelphia Flyers         NHL    74   20   21   41  155  --  --  --  --  --
1991-92  Edmonton Oilers             NHL    80   23   27   50  197  16   2   1   3  29
1992-93  Edmonton Oilers             NHL    69   15   17   32  147  --  --  --  --  --
1993-94  Florida Panthers            NHL    80   30   30   60  149  --  --  --  --  --
1994-95  Florida Panthers            NHL    48   13   12   25   90  --  --  --  --  --
1995-96  Florida Panthers            NHL    79   32   38   70  160  22   3   6   9  44
1996-97  Florida Panthers            NHL    82   27   29   56  170   5   0   2   2   4
1997-98  Florida Panthers            NHL    79   15   24   39  127  --  --  --  --  --
1998-99  Florida Panthers            NHL    67   18   27   45   85  --  --  --  --  --
1999-00  Florida Panthers            NHL    77   18   28   46  126   4   0   1   1   2
2000-01  Florida Panthers            NHL    40    4    9   13   46  --  --  --  --  --
2000-01  St. Louis Blues             NHL    23    7    1    8   25  15   3   3   6  17
2001-02  St. Louis Blues             NHL    64   15   26   41   93  10   7   3  10  18
2002-03  St. Louis Blues             NHL    80   26   31   57  176   6   0   1   1  10
2003-04  St. Louis Blues             NHL    68   14   17   31   76   4   0   1   1   2
2005-06  Atlanta Thrashers           NHL    71   12   22   34   55  --  --  --  --  --
2006-07  Atlanta Thrashers           NHL    69   12   24   36   63   4   0   0   0   4
--------------------------------------------------------------------------------------
         NHL Totals                       1431  364  476  840 2479 136  24  29  53 220

```